# SpaceX CRS-20
SpaceX CRS-20 eller SpX-20 var en obemannad flygning till Internationella rymdstationen med SpaceX:s rymdfarkost Dragon. Farkosten sköts upp av en Falcon 9-raket, från Cape Canaveral SLC-40, den 7 mars 2020. Den 9 mars 2020 dockades farkosten med rymdstationen, med hjälp av Canadarm2.
Den lämnade rymdstationen den 7 april 2020, några timmar senare återinträdde den i jordens atmosfär och landade i Stilla havet.
Flygningen var den sista planerade flygningen av en Dragon-kapsel till ISS. Alla följande flygningar kommer göras med Dragon V2-kapslar.

## Dragon
Flygningen var den tredje för Dragon-kapseln. Tidigare flygningar var CRS-10 och CRS-16.

## Falcon 9
Flygningen var den andra för raketens första steg. Första steget har tidigare använts för att skjuta upp CRS-19. Raketsteget landade på Landing Zone 1.